# Cayo Tabaco
Cayo Tabaco är en ö i Kuba.   Den ligger i provinsen Provincia de Sancti Spíritus, i den centrala delen av landet, 300 km sydost om huvudstaden Havanna.
Terrängen på Cayo Tabaco är varierad.